# Can Vilardanó
Can Vilardanó és una obra de Ripoll protegida com a Bé Cultural d'Interès Local.

## Descripció
És una casa de pagès impressionant pel seu volum i notable pel caràcter atípic de la seva estructura que recull en un mateix pla de façana el mur de pedra i la galeria. Està complementada amb campanar d'espadanya i unes pallisses que mostren interessants elements constructius.

## Història
Corresponent a una antiga vila rural propietat d'un magnat dit Daniel.